# Procés de Wiener

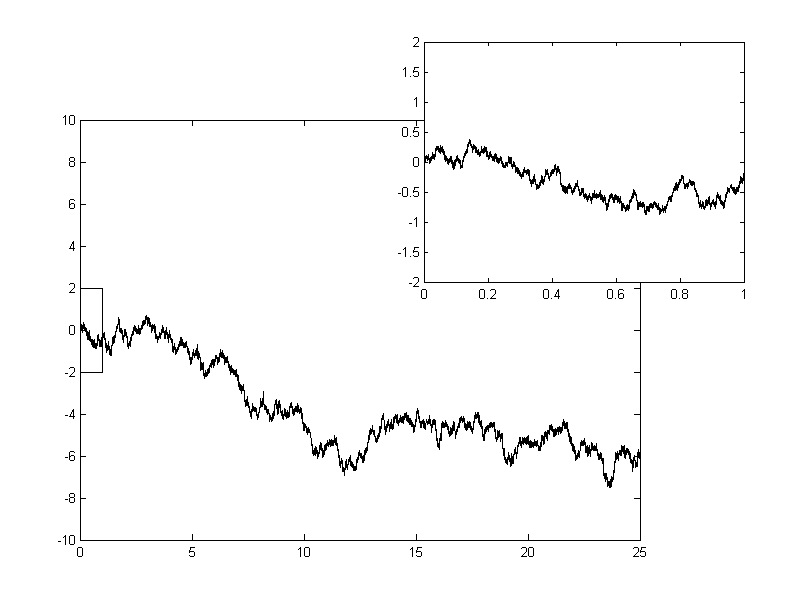
Una realització única d'un procés de Wiener unidimensional.

Una única realització d'un procés de Wiener tridimensional.

En matemàtiques, el procés de Wiener és un procés estocàstic en temps continu de valor real anomenat en honor al matemàtic nord-americà Norbert Wiener per les seves investigacions sobre les propietats matemàtiques del moviment brownià unidimensional. Sovint també s'anomena moviment brownià a causa de la seva connexió històrica amb el procés físic del mateix nom observat originalment pel botànic escocès Robert Brown. És un dels processos de Lévy més coneguts (processos estocàstics càdlàg amb increments independents estacionaris) i es produeix amb freqüència en matemàtiques pures i aplicades, economia, finances quantitatives, biologia evolutiva i física.
El procés de Wiener té un paper important tant en matemàtiques pures com en matemàtiques aplicades. En matemàtiques pures, el procés de Wiener va donar lloc a l'estudi de les martingales de temps continu. És un procés clau en termes del qual es poden descriure processos estocàstics més complicats. Com a tal, té un paper vital en el càlcul estocàstic, els processos de difusió i fins i tot la teoria del potencial. És el procés impulsor de l'evolució de Schramm-Loewner. En matemàtiques aplicades, el procés de Wiener s'utilitza per representar la integral d'un procés gaussià de soroll blanc i, per tant, és útil com a model de soroll en enginyeria electrònica (vegeu soroll brownià), errors d'instruments en teoria de filtratge i pertorbacions en teoria de control.
El procés de Wiener té aplicacions a totes les ciències matemàtiques. En física s'utilitza per estudiar el moviment brownià, la difusió de partícules minúscules suspeses en un fluid i altres tipus de difusió mitjançant les equacions de Fokker-Planck i Langevin. També constitueix la base per a la formulació integral del camí rigorós de la mecànica quàntica (mitjançant la fórmula Feynman-Kac, una solució a l'equació de Schrödinger es pot representar en termes del procés de Wiener) i l'estudi de la inflació eterna en la cosmologia física. També és destacat en la teoria matemàtica de les finances, en particular el model de preus d'opcions de Black–Scholes.